# 閔東旭
閔 東旭（みん どんう、1979年7月22日 - ）は大韓民国・大邱広域市出身の俳優。サムライプロモーション所属。現在は、芸名Minで活動中。身長172cm。血液型B型。

## 出演作品

### ドラマ
- ヤンキー母校に帰る（TBS）
- 不機嫌なジーン（フジテレビ）
- 人間の証明（TBS）
- 初体験天使 - 主演デジュン役（監督：瀬々敬久）
- みにくいアヒルノ子
- 劇団演技者「あたらしい生き物」 - ジャッカル内海役（フジテレビ）
- 仮面ライダー555 第28話 (テレビ朝日)
- ジロチョー 清水の次郎長維新伝（テレビ東京）

### CM
- ケイリン「はやらせたい」
- 家庭教師のトライ
- モンスターハンターポータブル 3rd

### 映画
- 凶気の桜（監督：薗田賢次）
- ヒート
- 偶然にも最悪な少年 - 木島役（監督：グ・スーヨン）
- ユメノアリカ - 鏡鷹役（監督：中村英児）
- My KOREA - 主演　イ・スーウォン役（監督：中村英児）
- 殴物
- コンクリート - 木村役（監督：中村拓）
- 横浜チェーンソ（監督：中村拓）
- 魁!クロマティ高校
- るにん（監督：奥田瑛二）
- 1980（監督：ケラリーノ・サンドロヴィッチ）
- 純ブライド
- 亡国のイージス
- インプリント〜ぼっけえ、きょうてえ〜（監督：三池崇史）
- パンプキン・ラブ - 主演　（監督：森岡龍）
- モドラナイ一日 - 主演　（監督）
- いつも傍に… - 主演　（監督）
- スリーデイボーイズ （監督：夏目大一朗）
- SHORT HOPE　ショートホープ - 村山役（監督：郡司掛雅之）
- 笑殺会 - 主演　（監督：矢ヶ部高佳）
- ハードロマンチッカー - （監督：グ・スーヨン）

### WEBドラマ
- 屋根のある空第4話　（監督：羽住英一郎）

### PV
- 9mm Parabellum Bullet[要出典]
- 平原綾香／威風堂々

### 舞台
- 「Legend〜風の中の塵〜」（AIR studio）
- 「ゴング」劇団男魂第9回公演